# Kabinbana
Kabinbana är en typ av linbana, främst för skidanläggningar, som snabbt tar passagerarna uppför berg. Sveriges enda kabinbana är Åre kabinbana som når 1 274 meter upp på Åreskutan. Världens längsta kabinbana i en sektion finns i Tatev, Armenien, byggd år 2010.
En kabinbana har en eller två fasta bärlinor som bär tyngden av kabinerna och en dragvajer som transporterar kabinerna. På kabinerna sitter ett rullbatteri (en rad hjul) som löper längs bärlinorna. Draglinan sitter fast i kabinen och löper längs hjul i stolpar samt driv- och vändhjul vid ändstationerna. I en kabinbana med två kabiner sitter båda kabinerna fast i draglinan. Kabinerna är då motvikter till varandra, så när ena kabinen åker upp, åker den andra ner och de passerar varandra i mitten av banan, kallas därför pendelbana. Kabinbanor håller inte konstant hastighet under färden, men dess maxhastighet är normalt omkring 10 m/s (det finns även vissa som uppnår omkring 12 m/s).
En kabinbanas närmast besläktade linbanetyp är funifor. När kabinbanor, funifors och bergbanor inte blir fullastade avgår de normalt efter en tidtabell. Dessa skiljer sig således stort från gondolbanor främst i och med att gondolbanor har många "små" kabiner/gondoler – plus att gondolbanor kontinuerligt rundar hela linbanegatan och med konstant vajerhastighet.

## Bilder

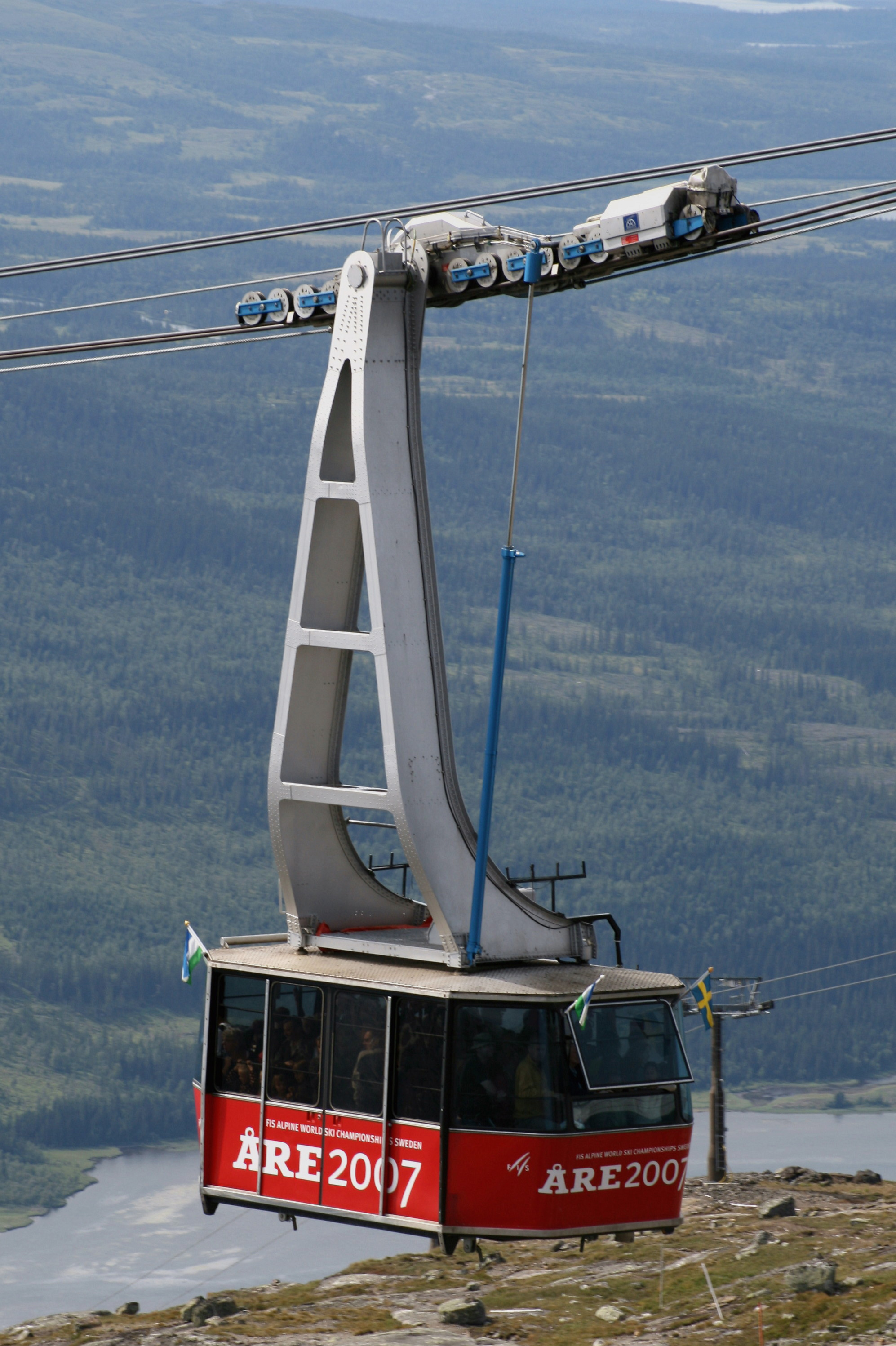
Sveriges enda kabinbana, i Åre.
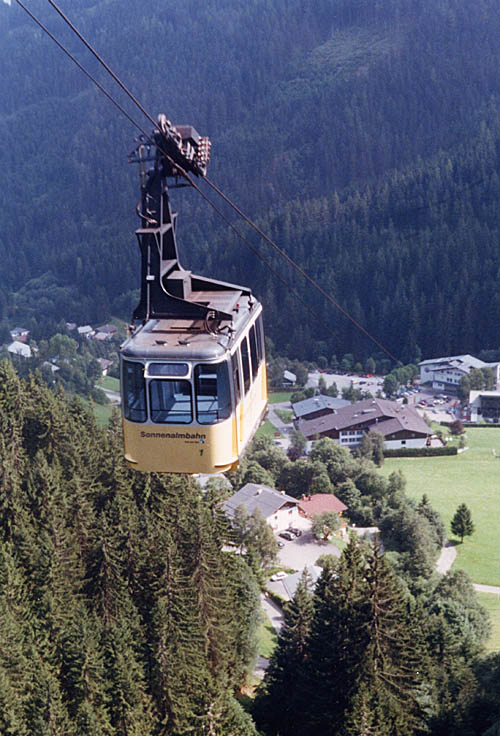
Kabinbana i Zell am See, Österrike.
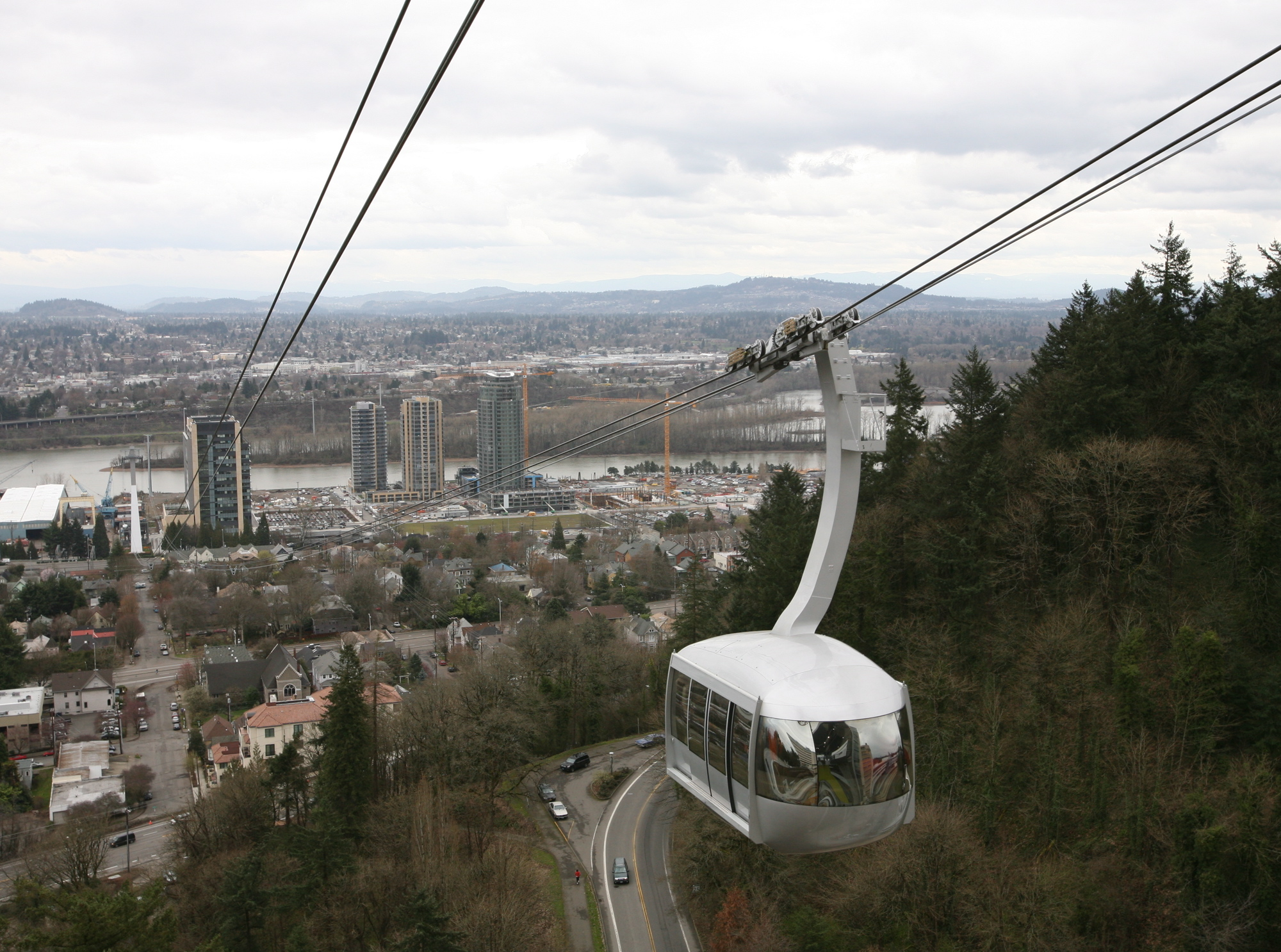
Kabinbana i Portland, Oregon, USA.
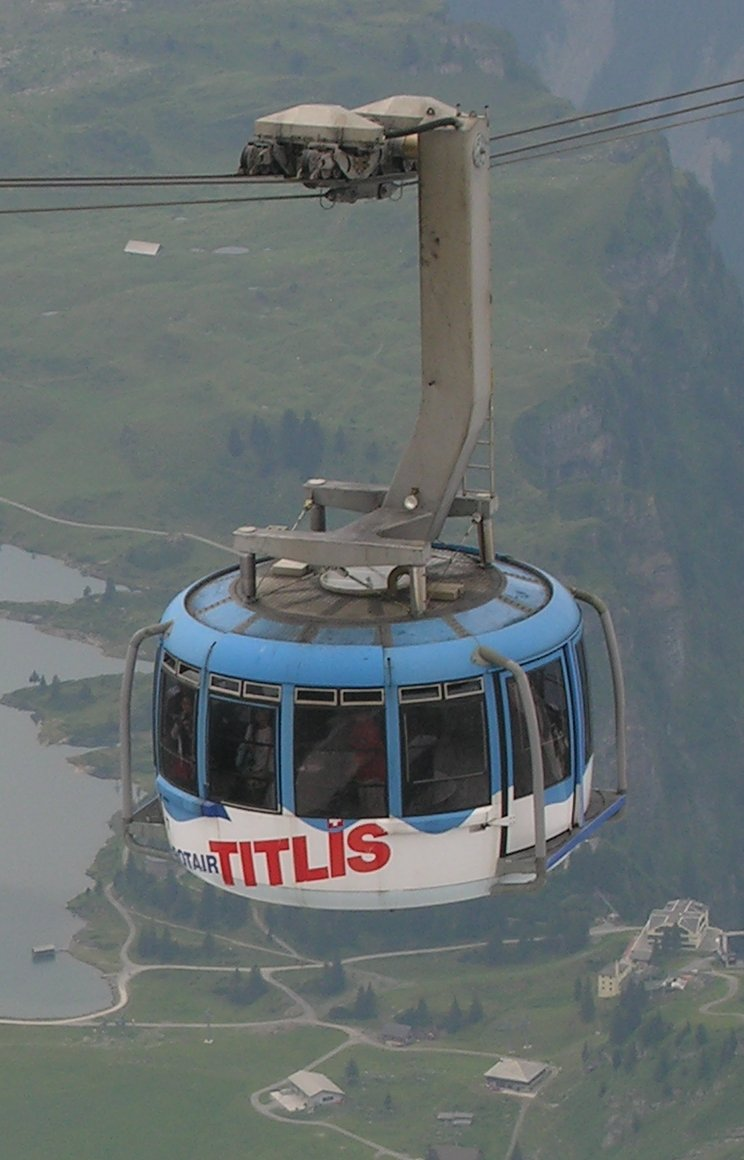
Titlis-banan i Engelberg, Schweiz.
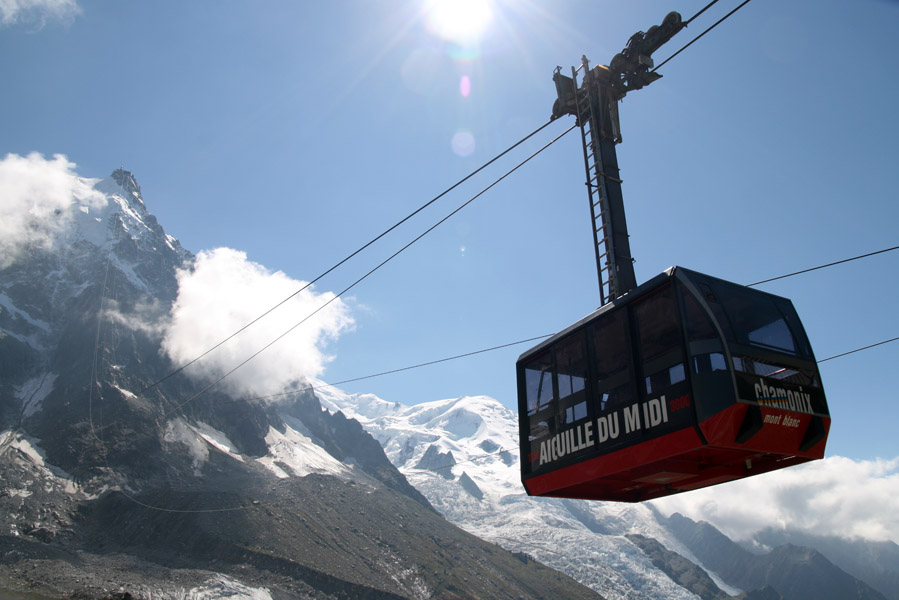
Aiguille du Midi, Chamonix, Frankrike.